# Spencer Webb
Spencer Webb (7 de abril de 2000-13 de julio de 2022) fue un jugador de fútbol americano estadounidense, fue el ala cerrada del equipo Oregon Ducks.

## Primeros años
Webb creció en Dixon, California donde fue atlético desde muy joven. Se destacó en natación, baloncesto y fútbol antes de que las escuelas comenzaran a reconocer su promesa en el campo de fútbol. Asistió a Christian Brothers High School donde jugó fútbol y terminó con 61 recepciones para 1,063 yardas y 23 touchdowns. Sacramento State le ofreció una beca completa para su segundo año. Fue una selección del primer equipo de todo el estado en su último año y The Sacramento Bee lo nombró para el equipo de todo el metro. Fue un recluta de consenso de cuatro estrellas y fue calificado como el número uno ala cerrada en California por 247Sports y ESPN.
Fue clasificado como el prospecto 254 por ESPN300, el ala cerrada número 6 en general y uno de los 30 mejores reclutas de California.

## Carrera universitaria
Webb firmó con Oregon Ducks como estudiante de primer año en 2018, Webb vio acción en dos juegos como camiseta roja.
Al comienzo de la temporada 2019, Webb pasó de ser un ala cerrada a un rol de receptor separado debido a las lesiones de varios jugadores en la posición. Contra Auburn en la apertura de la temporada, Webb atrapó el primer pase de su carrera, un touchdown de 20 yardas del mariscal de campo Justin Herbert. Terminó el juego con tres atrapadas para 28 yardas. Contra los Washington Huskies clasificados en el puesto 25 el 19 de octubre, atrapó un touchdown de 12 yardas en la serie inicial y terminó con dos recepciones para 31 yardas. Atrapó tres pases para primeros intentos y terminó con 42 yardas recibidas la semana siguiente contra Washington State Cougars football. Webb atrapó su tercer touchdown de la temporada contra Arizona el 16 de noviembre. Terminó el año con 18 recepciones para 209 yardas y tres anotaciones, siendo uno de los cinco alas cerradas de primer año de Power Five en anotar al menos tres veces. Atrapó al menos un pase en nueve de los 14 juegos y ayudó a los Ducks a compilar un récord de 12-2. 
Webb se lesionó en el campamento de otoño de 2020, lo que provocó que jugara un solo juego en la temporada de 2020 acortado por la pandemia de coronavirus. Su única vez en el campo fue contra la USC en el Juego de Campeonato de la Conferencia Pac-12 de 2020 cuando los Ducks ganaron su segundo título de conferencia consecutivo. En 2021, el entrenador en jefe Mario Cristóbal dijo que perder [a Webb] el año pasado fue algo que realmente nos perjudicó ofensivamente.
En general, en 2021 como estudiante de segundo año Webb apareció en los 14 juegos de los Ducks y registró 13 recepciones para 87 yardas y un touchdown. Jugó como ala cerrada titular en tres partidos e hizo al menos una atrapada en nueve juegos, con múltiples atrapadas en tres juegos. Apareció en un total de 280 instantáneas (276 ofensivas, cuatro equipos especiales ) e hizo dos tacleadas en equipos especiales. Webb comenzó en la apertura de la temporada contra Fresno State el 4 de septiembre y registró tres recepciones para siete yardas, el máximo de la temporada. Ayudó a los Ducks a lograr una victoria histórica sobre los Ohio State Buckeyes la semana siguiente, haciendo dos atrapadas para 32 yardas, incluida una atrapada que fue una ganancia de 30 yardas. Contra Arizona el 25 de septiembre, Webb hizo la cuarta recepción de touchdown de su carrera en el último cuarto con un pase del mariscal de campo Anthony Brown. Apareció en la derrota del Alamo Bowl de Oregon contra los Sooners de Oklahoma que fue el último juego de su carrera, comenzando como ala cerrada y haciendo una recepción para seis yardas. 
En sus cuatro temporadas en la Universidad de Oregón, Webb realizó 31 recepciones para 296 yardas y anotó cuatro touchdowns.

## Muerte
Webb murió el 13 de julio de 2022, luego de golpearse la cabeza en un accidente de clavado cerca de Triangle Lake, Oregón. Tenía 22 años. Según un comunicado emitido por la Oficina del Sheriff del Condado de Lane, no hay evidencia de suicidio y su muerte parece ser accidental.
Póstumamente, se convirtió padre de un niño llamado Spider, en su honor, el 30 de marzo de 2023, con su entonces novia Kelly Kay.